# روگر اشمیت
روگر اشمیت (انگلیسی: Roger Schmidt؛ زادهٔ ۱۳ مارس ۱۹۶۷) یک بازیکن فوتبال سابق و اهل آلمان است. 
اشمیت با ردبول زالتسبورگ سابقه فتح جام حذفی و بوندس لیگای اتریش را دارد. اشمیت در سال ۲۰۱۴ تا ۲۰۱۷ سرمربی گری بایر لورکوزن را در اختیار داشت. او اولین آلمانی بود که موفق شد با تیم بنفیکا قهرمان لیگ برتر فوتبال پرتغال شود